# Sandra Whyte-Sweeney
Sandra Whyte-Sweeney, född den 24 augusti 1970 i Saugus, Massachusetts i USA, är en amerikansk ishockeyspelare.
Hon tog OS-guld i damernas ishockeyturnering i samband med de olympiska ishockeytävlingarna 1998 i Nagano.